# Seychellenhoningzuiger
De Seychellenhoningzuiger (Cinnyris dussumieri; synoniem: Nectarinia dussumieri) is een zangvogel uit de familie Nectariniidae (honingzuigers).

## Verspreiding en leefgebied
Deze soort is endemisch op de Seychellen.